# Музей на паметниците
Музеят на паметниците (на гръцки: Μουσείο μνημείων Καστοριάς) е частен музей, разположен в град Костур, Гърция, представящ модели на паметници на кулурата и историята в града.
Разположен е на приземния етаж на жилищна сграда на брега на Костурското езеро. Музеят е открит от Никос Пистикос, който години наред създава умалени модели на паметници на културата на историята в Костур и в 1991 година решава да покаже творбите си, основавайки Музей на паметниците. Сред експонатите са модели на стари градски къщи, византийски църкви, манастири от района, селището Дупяк, на самия град Костур и други. Музеят показва и копия на витражи от стари градски къщи.
- Експонати от музея
- Копия на витражи и византийски църкви
- Модели на стари къщи в Костур
- Модели на стари къщи в Костур